# Max Viebeg

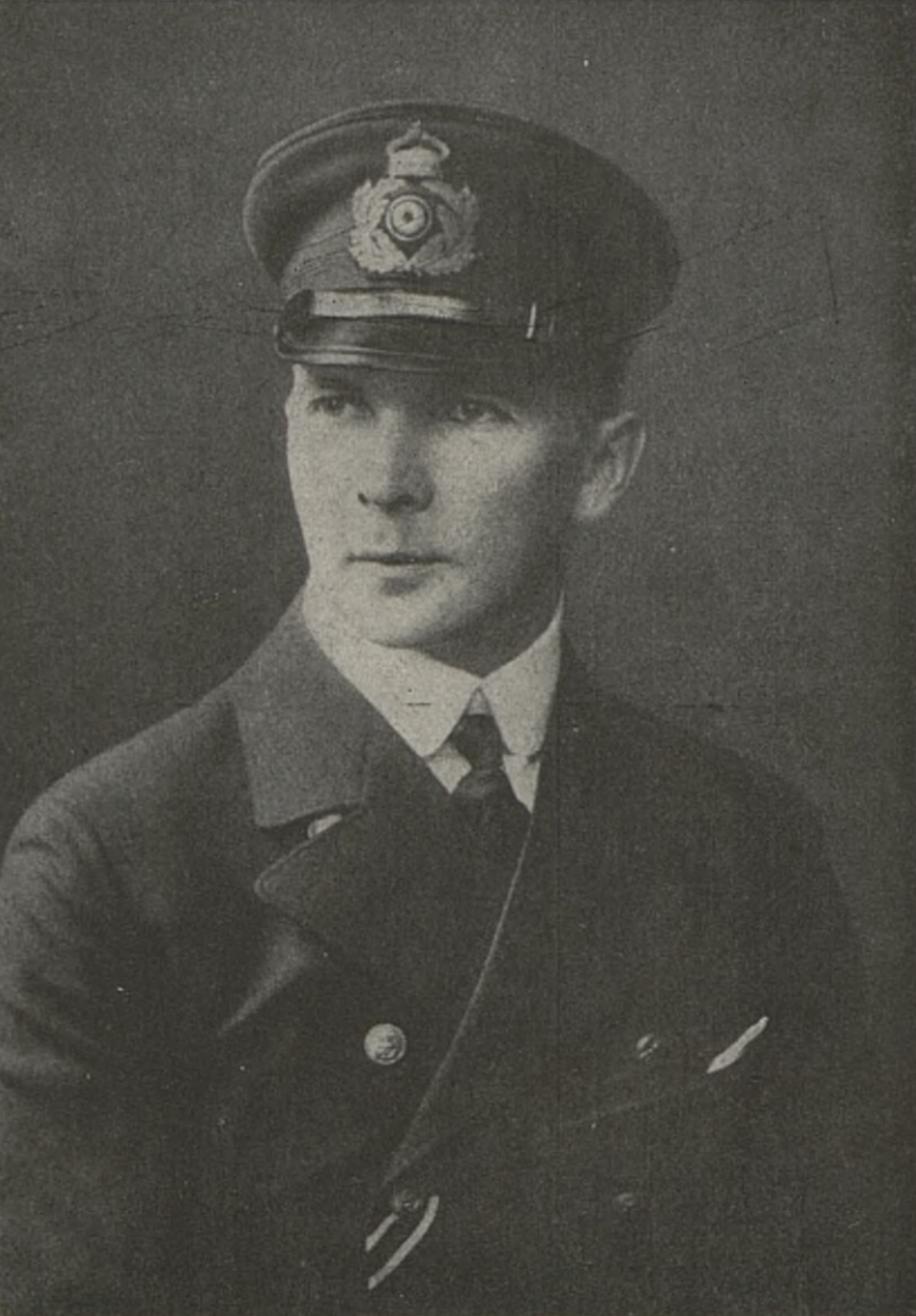
Kapitänleutnant Max Viebeg (ca. 1918)

Max Viebeg (* 6. April 1887 in Rößel, Ostpreußen; † 9. November 1961 in Augsburg) war ein deutscher Korvettenkapitän der Kriegsmarine, im Ersten Weltkrieg U-Boot-Kommandant sowie Ritter des Ordens Pour le Mérite.

## Leben
Max Viebeg trat am 1. April 1906 in die Kaiserliche Marine ein, absolvierte seine Grundausbildung auf dem Schulschiff Stein und besuchte die Marineschule. In der Crew IV/06 war er mit anderen späteren U-Boot-Kommandanten, wie Wilhelm Marschall und Erwin Waßner.
Nach seiner Ausbildung war er zunächst auf dem Linienschiff Kaiser Barbarossa, avancierte Ende September 1909 zum Leutnant zur See und versah anschließend Dienst als Wachoffizier auf dem Linienschiff Hessen. Am 1. Oktober 1910 wurde Viebeg als Kompanieoffizier in die I. Torpedo-Division versetzt und fungierte in den kommenden Jahren zugleich immer wieder auch als Wachoffizier in der I. Torpedoboots-Flottille.
Zu Beginn des Ersten Weltkriegs war er als Oberleutnant zur See Wachoffizier auf das Torpedoboot V 190. Ab Juni 1915 absolvierte Viebeg eine U-Boots-Ausbildung an der Unterseeboots-Schule, war im Oktober 1915 zur Bauinformation des neuen UB 20 kommandiert und diente von November bis Dezember 1915 als Kommandant von UC 10. Am 10. Februar 1916 erhielt Viebeg das Kommando über das neu in Dienst gestellte UB 20 und führte in der Ostsee mehrere Aufklärungsfahrten in den Finnischen Meerbusen nach Reval und Kronstadt durch. Anschließend kam er zur U-Flottille Flandern und wurde im Februar 1917 Kommandant von UB 32.  Ende März 1917 konnte er einen Torpedotreffer beim Hospitalschiff Gloucester Castle setzen, welcher aber nicht zum Untergang des Schiffes führte. Einen Monat später torpedierte er mit dem Boot die Ballarat (11.120 BRT) und versenkte diese. Am 26. April 1917 erhielt er sein Patent als Kapitänleutnant und übernahm kurz  UC 65. Nachdem Viebeg bereits beide Klassen des Eisernen Kreuzes erhalten hatte, wurde er am 23. Juli 1917 mit dem Ritterkreuz des Königlichen Hausordens von Hohenzollern mit Schwertern ausgezeichnet.
Ab September 1917 hatte Viebeg das Kommando über das neu in Dienst gestellte UB 80 und konnte um die Jahreswende 1917/18 im Ärmelkanal Dampfer mit insgesamt 28.000 BRT versenken. Auf seinen seit Mitte März 1917 durchgeführten acht Feindfahrten gelang ihm die Versenkung von rund 170.000 BRT feindlichen Schiffsraumes. Dafür verlieh ihm Wilhelm II. am 31. Januar 1918 den Orden Pour le Mérite.
Nach Kriegsende wurde Viebeg am 27. November 1918 zunächst zur Verfügung der Inspektion des U-Bootwesen, später der Marinestation der Ostsee gestellt und beurlaubt. Am 28. Januar 1920 erfolgte seine Verabschiedung aus dem Militärdienst.
Nach seiner Verabschiedung nahm Viebeg eine kaufmännische Tätigkeit im Holzhandel und ab 1922 im Brennstoffhandel auf. Zwei Jahre später wanderte er nach Niederländisch-Indien aus und betätigte sich als Pflanzer, später als Leiter auf Teeplantagen. Anlässlich des sogenannten „Tannenbergtages“ erhielt er am 27. August 1939 den Charakter als Korvettenkapitän. Während des Zweiten Weltkriegs wurde Viebeg nach dem deutschen Überfall auf die Niederlande 1940 von den holländischen Behörden auf Java interniert und befand sich von 1942 bis 1946 in britischer Internierung in Indien. 1946 kehrte er nach Deutschland zurück und betätigte sich bei der britischen Besatzungsmacht (NAAFI) in Hamburg. Ab 1948 war er wieder in Indonesien und arbeitete als Prokurist in Jakarta.